# Аракин, Фёдор Тихонович
Фёдор Тихонович Аракин (1838—1896) — генерал-лейтенант русской императорской армии.

## Биография
Родился 13 (25) февраля 1838 года в семье Тихона Максимовича Аракина (1797—1886), получившего впоследствии чин тайного советника. Имел младших братьев: Дмитрий (1841—1910), генерал-майор;  старший — Александр (1845—1891), товарищ министра юстиции и тайный советник.
В 1855 году окончил 1-й кадетский корпус, в 1859 году — по 1-му разряду Николаевскую академию Генерального штаба.
Служил в лейб-гвардии Конно-гренадерском полку, был помощником начальника отделения распорядительной части Главного штаба. В 1869 году: 30 августа был произведён в полковники и 12 декабря назначен начальником штаба 37-й пехотной дивизии. С 19 марта 1870 года — заведующий передвижением войск по Николаевской и Царскосельской железным дорогам и по северным водным системам. Вместе с производством в генерал-майоры с 19 февраля 1880 года состоял в числе положенных по штату генералов при Главном штабе, чиновником особых поручений 5-го класса по Главному интендантскому управлению.
В период с 7 сентября 1887 года по 7 мая 1890 года — командир 2-й бригады 31-й пехотной дивизии; затем — начальник 2-й (Архангельской) местной бригады; 30 августа 1890 года был произведён в генерал-лейтенанты армейской пехоты.
Умер в Архангельской губернии 17 (29) декабря 1896 года.
Имел сына и дочь Марию, родившуюся 14 мая 1879 года.

## Награды
- орден Св. Станислава 3-й ст. (1863)
- орден Св. Анны 3-й ст. (1865)
- орден Св. Станислава 2-й ст. (1867; императорская корона — 1869)
- орден Св. Анны 2-й ст. (1872)
- орден Св. Владимира 4-й ст. (1874)
- орден Св. Владимира 3-й ст. (1878)
- орден Св. Станислава 1-й ст. (1883)
- орден Св. Анны 1-й ст. (1888)
- орден Св. Владимира 2-й ст. (1894)